# Bithūr
Bithūr är en ort i Indien.   Den ligger i distriktet Kānpur och delstaten Uttar Pradesh, i den centrala delen av landet, 400 km sydost om huvudstaden New Delhi. Bithūr ligger 123 meter över havet och antalet invånare är 10 602.
Terrängen runt Bithūr är mycket platt. Runt Bithūr är det tätbefolkat, med 762 invånare per kvadratkilometer. Närmaste större samhälle är Kanpur, 17,5 km söder om Bithūr. Trakten runt Bithūr består till största delen av jordbruksmark.